# Ligne 194 (chemin de fer slovaque)
La ligne 194 des chemins de fer Slovaque relie Prešov
à Bardejov.

## Histoire
La ligne a été ouverte à la circulation le 11 décembre 1893